# Дело (часопис 1955-1992)
Дело је један од најзначајнијих српских и југословенских књижевних часописа. Излазио је једном месечно, од 1955. до 1992. године. Први уредник био је Антоније Исаковић, а касније су се смењивали неки од најпознатијих српских књижевника тог времена: Оскар Давичо, Мухарем Первић, Милосав Буца Мирковић, Јовица Аћин и Слободан Благојевић. Био је то авангардни часопис и у време социјалистичког режима у СФРЈ често цензурисан.

## Историја
Часопис Дело почео је да излази 1955. године, у атмосфери знатно либералнијег духа него што би се то могло очекивати у тадашњем социјалистичком режиму. Дах промена окренут западу струјао је целом београдском уметничком сценом, па тај авангардни тренд прати и Дело. Већ први број, који отвара Васко Попа циклусом „Игре”, представља слику његове будуће програмске концепције окренуте млађим ауторима, склонијим модернијем духу.

## Уредништво и сарадници
Први је на месту главног уредника Дела био Антоније Исаковић, а касније су се на месту уредника смењивали неки од највећих српских писаца тог времена: од бр. 1 (1961) Оскар Давичо, од бр. 11 (1961) Мухарем Первић, од бр. 5/6 (1980) Јовица Аћин и од бр. 1 (1980) Слободан Благојевић Дело је имало и импозантну листу сарадника, а провокативност је била основна одлика свих његових уредника.
- Оскар Давичо
- Мухарем Первић
- Јовица Аћин